# Bergsjön (Kalls socken, Jämtland, 704853-137347)
Bergsjön är en sjö i Åre kommun i Jämtland och ingår i Indalsälvens huvudavrinningsområde. Sjön har en area på 0,459 kvadratkilometer och ligger 566,2 meter över havet.

## Delavrinningsområde
Bergsjön ingår i det delavrinningsområde (704884-137444) som SMHI kallar för Mynnar i 704741-137287. Medelhöjden är 601 meter över havet och ytan är 5,33 kvadratkilometer. Det finns inga avrinningsområden uppströms utan avrinningsområdet är högsta punkten. Vattendraget som avvattnar avrinningsområdet har biflödesordning 4, vilket innebär att vattnet flödar genom totalt 4 vattendrag innan det når havet efter 317 kilometer. Avrinningsområdet består mestadels av skog (86 procent). Avrinningsområdet har 0,58 kvadratkilometer vattenytor vilket ger det en sjöprocent på 10,8 procent.